# ヘンコ・フェンター
ヘンコ・フェンター（Henco Venter、1992年3月27日 - ）は、ユナイテッド・ラグビー・チャンピオンシップグラスゴー・ウォリアーズに所属するラグビーユニオン選手。

## プロフィール
- 南アフリカ・ブルームフォンテーン出身。
- ポジションはナンバーエイト(No8)、フランカー(FL)。
- 身長 193cm、体重 113kg
- ニックネームはHenco。
- 元南アフリカ代表のルーベン・クルーガーはいとこ。

## 略歴
7歳からラグビーを始めた。
グレイカレッジ高校、フリーステイト大学、チーターズを経て、2018年、東芝ブレイブルーパス(現・東芝ブレイブルーパス東京)に加入。同年8月31日に行われたジャパンラグビートップリーグ第1節のキヤノンイーグルス戦にて途中出場で日本での公式戦初出場を果たす。
2019年、東芝ブレイブルーパスを退団後、2020年、シャークスに加入。
2023年、グラスゴー・ウォリアーズに加入。